# Special Honorary Awards
Gli Special Honorary Awards degli Empire Awards sono vari riconoscimenti cinematografici onorari, votati dai lettori del periodico Empire.

## Premi

### Icon of the Decade Award
L'Icon of the Decade Award, tradotto in "icona del decennio", è stato un premio onorario speciale presentato da Empire solamente una volta in occasione della 10ª edizione degli Empire Awards.
- 2005 - Quentin Tarantino

### Actor of our Lifetime Award

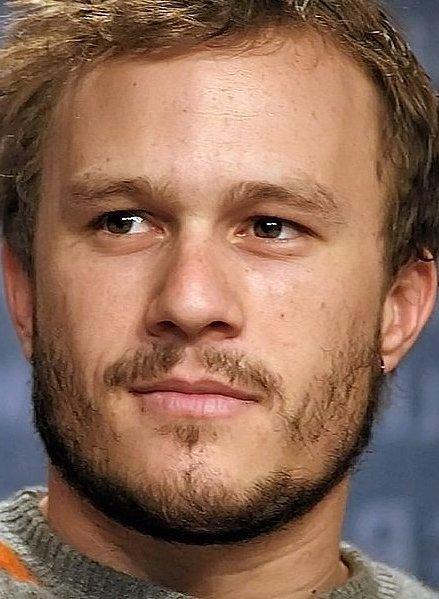
Heath Ledger, a cui è stato dedicato lHeath Ledger Tribute Award

L'Actor Of Our Lifetime Award, tradotto in "attore della nostra generazione", è stato un premio onorario speciale presentato da Empire solamente una volta in occasione del 20º anniversario dalla fondazione del periodico, nel 2009. Il premio è stato consegnato a Russell Crowe, che secondo le parole del presentatore Dara Ó Briain "ha consegnato alcune delle migliori performance del grande schermo, ha creato alcuni indimenticabili momenti della storia del cinema ed è diventato uno degli attori preferiti della redazione e dei lettori di Empire".
- 2009 - Russell Crowe[1][2]

### Heath Ledger Tribute Award
L'Heath Ledger Tribute Award è stato un premio onorario speciale presentato da Empire solamente una volta per onorare la triste scomparsa di Heath Ledger e per riconoscere il suo eccezionale lavoro.
- 2009 - Heath Ledger[1]

### Action Hero of our Lifetime Award
L'Action Hero of Our Lifetime Award, tradotto in "eroe d'azione della nostra generazione", è stato un premio onorario speciale presentato da Empire solamente una volta in occasione del 25º anniversario dalla fondazione del periodico, nel 2014.
- 2014 - Arnold Schwarzenegger[3][4]

### Legend of our Lifetime Award
Il Legend of Our Lifetime Award, tradotto in "leggenda della nostra generazione", è stato un premio onorario speciale presentato da Empire una volta in occasione del 25º anniversario dalla fondazione del periodico, alla 19ª edizione degli Empire Awards, e presentato nuovamente alla 23ª edizione degli Empire Awards.
- 2014 - Tom Cruise[5][6]
- 2018 - Steven Spielberg[7]